# Duguetia lepidota
Duguetia lepidota é uma espécie de magnólia. Foi descrito pela primeira vez por Friedrich Anton Wilhelm Miquel, e recebeu o nome exato por August Adriaan Pulle. Duguetia lepidota pertence ao gênero Duguetia, e à família Annonaceae.